# Локомотиви БДЖ серия 20.00
Локомотивите серия 20.00 попадат непредвидено в БДЖ. Те са строени през 1939 г. от локомотивна фабрика Шкода (тогава Чехословакия е под немска окупация) по поръчка на Манджурските железници „SMR“. Поради тази причина локомотивите имат много конструктивни разлики с всички машини, експлоатирани в България. С прякора "Манджурките"
Котелът е нитована конструкция, вътрешната пещ е стоманена, със сводов таван. Това са едни от първите локомотиви в БДЖ с тръскаща скара. При пристигането си са съоръжени с автосцепка, която веднага е заменена с винтов спряг
Локомотивите са оборудвани с двустъпална въздушна помпа, с автоматична и допълнителна въздушна спирачка. Спирателни са всички сцепни и тендерни колооси. За първи път в БДЖ се появява локомотив с профилни спирачни калодки, обхващащи и реборда на бандажа. Ръчната спирачка действа само върху тендера. Той е четириосен, с две двуосни талиги. След 1965 г. всички локомотиви са преустроени на смесено въглищно-мазутно горене
Експлоатацията на серията преминава в Южна България. Бракувани са в периода 1973 и 1975 г. За музейната колекция на БДЖ е запазен локомотив 20.06.

## Експлоатационни и фабрични данни за локомотивите серия 20.00[2]
| Експлоатационен номер | Експлоатационен номер | „Škoda“ фабр. №/ година | Бележки                            |
| „SMR“-номер           | „БДЖ“-номер           | „Škoda“ фабр. №/ година | Бележки                            |
| --------------------- | --------------------- | ----------------------- | ---------------------------------- |
| 509                   | 20.01                 | 1019/1939               | Бракуван 1973 г.                   |
| 510                   | 20.02                 | 1020/1939               | Бракуван 1973 г.                   |
| 511                   | 20.03                 | 1021/1939               | Бракуван 1973 г.                   |
| 512                   | 20.04                 | 1022/1939               | Бракуван 1975 г.                   |
| 513                   | 20.05                 | 1023/1939               | Бракуван 1974 г.                   |
| 514                   | 20.06                 | 1024/1939               | Бракуван 1974 г. Музеен от 1979 г. |
| 515                   | 20.07                 | 1025/1939               | Бракуван 1973 г.                   |
| 516                   | 20.08                 | 1026/1939               | Бракуван 1973 г.                   |